# ستافورد (دائرة انتخابية في المملكة المتحدة)
ستافورد (بالإنجليزية: Stafford)‏ هي إحدى الدوائر الانتخابية في المملكة المتحدة الممثلة في مجلس العموم في برلمان المملكة المتحدة.
عضو البرلمان الذي يمثلها حالياً هو :Mr David Kidney (Lab).